# 舒国增
舒国增（1956年8月—），浙江杭州人。中华人民共和国政治人物。

## 生平
历任中共浙江省委办公厅综合处处长、中共浙江省委办公厅副主任。2008年5月，任中共浙江省委副秘书长、省委党史研究室主任。2012年2月，任中共浙江省委副秘书长、省委政研室主任、省人民政府发展研究中心主任。2014年11月，担任中央财办副主任。2017年8月，任中央纪委驻中央办公厅纪检组组长（正部长级）。